# Deutsche Ski-Orientierungslaufmeisterschaft
Deutsche Meisterschaften im Ski-Orientierungslauf werden seit 2000 ausgetragen.
In der DDR fanden bereits von 1953 an Meisterschaften im Ski-Orientierungslauf statt.

## Austragungsorte
| Jahr | Datum                   | Austragungsort         | Ausrichter                                              | Bemerkung                  |
| ---- | ----------------------- | ---------------------- | ------------------------------------------------------- | -------------------------- |
| 2000 |                         | Frauenwald             |                                                         |                            |
| 2001 |                         |                        |                                                         | Ausfall wegen Schneemangel |
| 2002 |                         | Ruhpolding             | OLA TSV Deggendorf                                      |                            |
| 2003 | 22.–23. März            | Nassau                 | USV TU Dresden                                          |                            |
| 2004 | 28.–29. Februar         | Am Großen Arber        | Sportfördergruppe des BGS                               |                            |
| 2005 | 18.–20. Februar         | Masserberg             | SV TU Ilmenau                                           |                            |
| 2006 | 21.–22. Januar          | Ulrichsberg (AUT)      | HSV Kremstal (AUT) und Naturfreunde Linz (AUT)          |                            |
| 2007 | 26.–28. Januar          | Altenberg              | USV TU Dresden                                          |                            |
| 2008 | 2.–3. Februar           | Sonnberg (AUT)         | OLG Naturfreunde Linz (AUT)                             | Ausgefallen                |
| 2008 | 13.–14. Dezember        | Tauplitzalm (AUT)      | OLG Naturfreunde Linz (AUT)                             |                            |
| 2009 | 31. Januar – 1. Februar | Ulrichsberg (AUT)      | OLG Naturfreunde Linz (AUT) und KCK Cesky Krumlov (CZE) |                            |
| 2010 | 6.–7. Februar           | Oberhof                | SV TU Ilmenau                                           |                            |
| 2011 | 29.–30. Januar          | Altenberg              | USV TU Dresden und KRK Litvinov (CZE)                   |                            |
| 2012 | 7. Januar               | Davos (SUI)            | OLG Davos (SUI)                                         | Mitteldistanz              |
| 2012 | 18. Februar             | Salzburg (AUT)         | LKK Innsbruck (AUT)                                     | Langdistanz                |
| 2013 | 2.–3. März              | Holzhau                | USV TU Dresden                                          |                            |
| 2014 | 1. Februar              | Garmisch-Partenkirchen | MTV Bamberg                                             | Mitteldistanz              |
| 2014 | 16. März                | Abertamy (CZE)         | KOS Slavia Plzeň (CZE)                                  | Langdistanz – abgesagt     |

## Herren

### Klassik/Lang
| Jahr | Austragungsort  | 1. Platz                                | 2. Platz                                | 3. Platz                            | Bemerkung             |
| ---- | --------------- | --------------------------------------- | --------------------------------------- | ----------------------------------- | --------------------- |
| 2000 | Frauenwald      | Harald Männel OL-Team Wehrsdorf         | Andrej Sonnenberg TB Osnabrück          | Eike Bruns MTK Bad Harzburg         |                       |
| 2001 |                 | nicht ausgetragen                       | nicht ausgetragen                       | nicht ausgetragen                   |                       |
| 2002 | Ruhpolding      | Bengt Hanßke MTK Bad Harzburg           | Falk Hähnel OL-Team Wehrsdorf           | Eike Bruns MTK Bad Harzburg         |                       |
| 2003 | Nassau          | Bernd Kohlschmidt Chemnitzer Polizei-SV | Falk Hähnel OL-Team Wehrsdorf           | Eike Bruns MTK Bad Harzburg         | 19,1 km, 20 P         |
| 2004 | Am Großen Arber | Andrej Sonnenberg TB Osnabrück          | Bernd Kohlschmidt Chemnitzer Polizei-SV | Bengt Hanßke MTK Bad Harzburg       |                       |
| 2005 | Masserberg      | Bernd Kohlschmidt SV Robotron Dresden   | Bengt Hanßke MTK Bad Harzburg           | Andrej Sonnenberg TB Osnabrück      | 15,1 km, 495 Hm, 17 P |
| 2006 | Rosenau         | Bernd Kohlschmidt SV Robotron Sachsen   | Andrej Sonnenberg TB Osnabrück          | Eike Bruns MTK Bad Harzburg         | 11,8 km, 325 Hm, 17 P |
| 2007 | Altenberg       | Bernd Kohlschmidt SV Robotron Dresden   | Andrej Sonnenberg TB Osnabrück          | Markus Neuberger OLA TSV Deggendorf | 18,3 km, 21 P         |
| 2008 | Tauplitzalm     | Bernd Kohlschmidt SV Robotron Dresden   | Andrej Sonnenberg TB Osnabrück          | Eike Bruns MTK Bad Harzburg         | 13,8 km, 365 Hm, 24 P |
| 2009 | Ulrichsberg     | Bernd Kohlschmidt SV Robotron Dresden   | Andrej Sonnenberg TB Osnabrück          | Bruns Henning MTK Bad Harzburg      | 18,5 km, 530 Hm, 26 P |
| 2010 | Oberhof         | Bernd Kohlschmidt SV Robotron Dresden   | Eike Bruns MTK Bad Harzburg             | Florian Bergmann SV TU Ilmenau      | 12,7 km, 21 P         |
| 2011 | Altenberg       | Bernd Kohlschmidt SV Robotron Dresden   | Florian Bergmann SV TU Ilmenau          | Eike Bruns MTK Bad Harzburg         | 16,7 km, 23 P         |
| 2012 | Salzburg        | Bernd Kohlschmidt SV Robotron Dresden   | Bojan Blumenstein OSC Kassel            | Florian Flechsing USV TU Dresden    | 11,3 km, 27 P         |
| 2013 | Holzhau         | Andrei Kraemer Post SV Dresden          | Florian Bergmann SV TU Ilmenau          | Harald Männel OL-Team Wehrsdorf     | 18,3 km, 21 P         |
| 2014 | Abertamy        | nicht ausgetragen                       | nicht ausgetragen                       | nicht ausgetragen                   |                       |

### Kurz/Mittel
| Jahr | Austragungsort         | 1. Platz                                                        | 2. Platz                                | 3. Platz                              | Bemerkung            |
| ---- | ---------------------- | --------------------------------------------------------------- | --------------------------------------- | ------------------------------------- | -------------------- |
| 2000 | Frauenwald             | Harald Männel OL-Team Wehrsdorf                                 | Eike Bruns MTK Bad Harburg              | Falk Hähnel OL-Team Wehrsdorf         |                      |
| 2001 |                        | nicht ausgetragen                                               | nicht ausgetragen                       | nicht ausgetragen                     |                      |
| 2002 | Ruhpolding             | Bengt Hanßke MTK Bad Harzburg                                   | Eike Bruns MTK Bad Harzburg             | Andrej Sonnenberg TB Osnabrück        |                      |
| 2003 | Nassau                 | Bengt Hanßke MTK Bad Harzburg                                   | Bernd Kohlschmidt SV Chemnitzer Polizei | Falk Hähnel OL-team Wehrsdorf         |                      |
| 2004 | Am Großen Arber        | Bernd Kohlschmidt Chemnitzer Polizei-SV                         | Bengt Hanßke MTK Bad Harzburg           | Johann Kugler NF Sandl                |                      |
| 2005 | Masserberg             | Andrej Sonnenberg TB Osnabrück                                  | Sergej Sonnenberg TB Osnabrück          | Bengt Hanßke MTK Bad Harzburg         | 6,2 km, 205 Hm, 23 P |
| 2006 | Rosenau                | Bernd Kohlschmidt SV Robotron Dresden                           | Eike Bruns MTK Bad Harzburg             | Masilionis Remigijus OK Fortuna       | 6,2 km, 170 Hm, 10 P |
| 2007 | Altenberg              | Andrej Sonnenberg TB Osnabrück                                  | Sergej Sonnenberg TB Osnabrück          | Jens Leibiger Post SV Dresden         | 8,3 km, 16 P         |
| 2008 | Tauplitzalm            | Andrej Sonnenberg TB Osnabrück Sebastian Bergmann SV TU Ilmenau |                                         | Bernd Kohlschmidt SV Robotron Dresden | 7,0 km, 160 Hm, 21 P |
| 2009 | Ulrichsberg            | Bernd Kohlschmidt SV Robotron Dresden                           | Sergej Sonnenberg TB Osnabrück          | Andrej Sonnenberg TB Osnabrück        | 8,1 km, 200 Hm, 20 P |
| 2010 | Oberhof                | Bernd Kohlschmidt SV Robotron Dresden                           | Florian Bergmann SV TU Ilmenau          | Eike Bruns MTK Bad Harzburg           | 6,3 km, 11 P         |
| 2011 | Altenberg              | Eike Bruns MTK Bad Harzburg                                     | Bernd Kohlschmidt SV Robotron Dresden   | Florian Bergmann SV TU Ilmenau        | 8,9 km, 17 P         |
| 2012 | Davos                  | Sergej Sonnenberg TB Osnabrück                                  | Eike Bruns MTK Bad Harzburg             | Henning Bruns MTK Bad Harzburg        | 4,5 km, 140 Hm, 16 P |
| 2013 | Holzhau                | Hendrik Heß USV TU Dresden                                      | Florian Bergmann SV TU Ilmenau          | Andrei Kraemer Post SV Dresden        | 7,2 km, 12 P         |
| 2014 | Garmisch-Partenkirchen | Sebastian Bergmann SV TU Ilmenau                                | Andrej Sonnenberg Osnabrücker TB        | Florian Bergmann SV TU Ilmenau        | 9,0 km, 27 P         |

## Damen

### Klassik/Lang
| Jahr | Austragungsort  | 1. Platz                               | 2. Platz                           | 3. Platz                           | Bemerkung             |
| ---- | --------------- | -------------------------------------- | ---------------------------------- | ---------------------------------- | --------------------- |
| 2000 | Frauenwald      | Katrin Renger SC Dresden               | Anne Heinemann SV Robotron Dresden | Anke von Gaza TG Northeim          |                       |
| 2001 |                 | nicht ausgetragen                      | nicht ausgetragen                  | nicht ausgetragen                  |                       |
| 2002 | Ruhpolding      | Antje Bornhak OLA TSV Deggendorf       | Katrin Renger SC Dresden           | Anke von Gaza TG Northeim          |                       |
| 2003 | Nassau          | Antje Bornhak OLA TSV Deggendorf       | Gunda Fischer OLV Weimar           | Ute Schönfeld SV TU Ilmenau        | 13,9 km, 17 P         |
| 2004 | Am Großen Arber | Katrin Renger SC Dresden-Niedersedlitz | Gunda Fischer OLV Weimar           | Anke von Gaza TG Northeim          |                       |
| 2005 | Masserberg      | Antje Bornhak OLA TSV Deggendorf       | Christiane Tröße SV TU Ilmenau     | Anne Heinemann SV Robotron Dresden | 9,41 km, 315 Hm, 15 P |
| 2006 | Rosenau         | Antje Bornhak OLA TSV Deggendorf       | Susan Kurth OLA TSV Deggendorf     | Anne Heckel USV Erfurt             | 7,4 km, 210 Hm, 11 P  |
| 2007 | Altenberg       | Anne Heinemann SV Robotron Dresden     | Antje Bornhak OLA TSV Deggendorf   | Gunda Fischer OLV Weimar           | 14,2 km, 15 P         |
| 2008 | Tauplitzalm     | Anne Heinemann SV Robotron Dresden     | -                                  | -                                  | 7,9 km, 245 Hm, 14 P  |
| 2009 | Ulrichsberg     | Anne Heinemann SV Robotron Dresden     | Jana Faltejsková SV Mietraching    | Ulrike Bruns MTK Bad Harzburg      | 12,4 km, 410 Hm, 14 P |
| 2010 | Oberhof         | Anne Heinemann SV Robotron Dresden     | Gunda Fischer OLV Weimar           | Susan Kurth OLA TSV Deggendorf     | 9,2 km, 14 P          |
| 2011 | Altenberg       | Anne Heinemann SV Robotron Dresden     | Rieke Bruns MTK Bad Harzburg       | Anke von Gaza OLV Uslar            | 11,5 km, 17 P         |
| 2012 | Salzburg        | Anke von Gaza OLV Uslar                | Rieke Bruns MTK Bad Harzburg       | Renate Tröße SV TU Ilmenau         | 7,0 km, 18 P          |
| 2013 | Holzhau         | Anne Heinemann SV Robotron Dresden     | Anke von Gaza OLV Uslar            | Hanka Straube SV Lengefeld         | 13,8 km, 18 P         |
| 2014 | Abertamy        | nicht ausgetragen                      | nicht ausgetragen                  | nicht ausgetragen                  |                       |

### Kurz/Mittel
| Jahr | Austragungsort         | 1. Platz                               | 2. Platz                         | 3. Platz                           | Bemerkung            |
| ---- | ---------------------- | -------------------------------------- | -------------------------------- | ---------------------------------- | -------------------- |
| 2000 | Frauenwald             | Katrin Renger SC Dresden               | Anke von Gaza TG Northeim        | Berit Hähnel OL-Team Wehrsdorf     |                      |
| 2001 |                        | nicht ausgetragen                      | nicht ausgetragen                | nicht ausgetragen                  |                      |
| 2002 | Ruhpolding             | Katrin Renger SC Dresden               | Antje Bornhak OLA TSV Deggendorf | Anne Heinemann SV Robotron Dresden |                      |
| 2003 | Nassau                 | Katrin Renger SC Dresden-Niedersedlitz | Antje Bornhak OLA TSV Deggendorf | Ute Schönfeld SV TU Ilmenau        |                      |
| 2004 | Am Großen Arber        | Katrin Renger SC Dresden-Niedersedlitz | Anke von Gaza TG Northeim        | Gunda Fischer OLV Weimar           |                      |
| 2005 | Masserberg             | Christiane Tröße SV TU Ilmenau         | Antje Bornhak OLA TSV Deggendorf | anne Heinemann SV Robotron Dresden | 4,9 km, 165 Hm, 20 P |
| 2006 | Rosenau                | Antje Bornhak OLA TSV Deggendorf       | Susan Kurth OLA TSV Deggendorf   | Anne Heckel USV Erfurt             | 4,6 km, 120 Hm, 7 P  |
| 2007 | Altenberg              | Anne Heinemann SV Robotron Dresden     | Katrin Hölzer OLV Weimar         | Gunda Fischer OLV Weimar           | 7,6 km, 15 P         |
| 2008 | Tauplitzalm            | Anne Heinemann SV Robotron Dresden     | Lucca Blumenstein OSC Kassel     | Anne Ziemke SV Robotron Dresden    | 6,5 km, 145 Hm, 19 P |
| 2009 | Ulrichsberg            | Anne Heinemann SV Robotron Dresden     | Antje Bornhak TSV Deggendorf     | Andrea Kröber OL-Team Wehrsdorf    | 5,1 km, 140 Hm, 14 P |
| 2010 | Oberhof                | Anne Heinemann SV Robotron Dresden     | Rieke Bruns MTK Bad Harzburg     | Gunda Fischer OLV Weimar           | 5,1 km, 11 P         |
| 2011 | Altenberg              | Anne Heinemann SV Robotron Dresden     | Rieke Bruns MTK Bad Harzburg     | Anke von Gaza OLV Uslar            | 6,5 km, 12 P         |
| 2012 | Davos                  | -                                      | -                                | -                                  |                      |
| 2013 | Holzhau                | Anne Heinemann SV Robotron Dresden     | Anke von Gaza OLV Uslar          | Hanka Straube SV Lengefeld         | 6,4 km, 11 P         |
| 2014 | Garmisch-Partenkirchen | Rieke Bruns MTK Bad Harzburg           | Anke von Gaza OLV Uslar          | Hanka Straube SV Lengefeld         | 8,0 km, 20 P         |